# Nobodyknows+

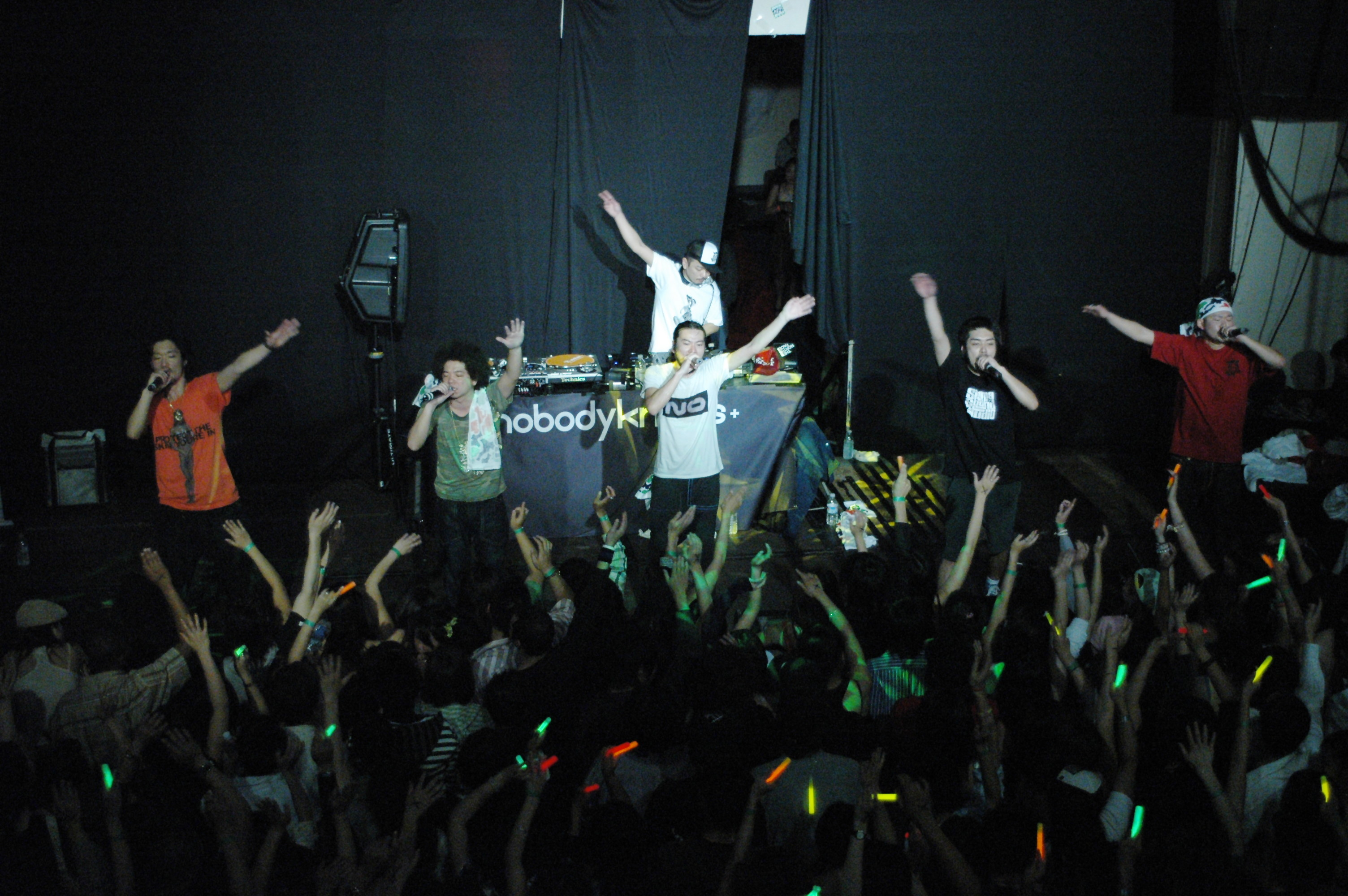
Nobodyknows+ actuando en vivo en 2007

nobodyknows+（ノーバディノウズ) es un grupo de rap, formado en 1999 en Japón. Su estilo está muy influenciado por el funk, jazz, dance y sobre todo rap.
Su canción "Hero's Come Back" es el primer opening de Naruto Shippuden.
Otra de sus canciones más conocidas es "Kokoro Odoru" por pertenecer al videojuego de Nintendo DS: Osu! Tatakae! Ouendan
Los integrantes del grupo son: Hidden Fish, CrystalBoy, Noru da Funky shiberesasu, G-ton(quien dejó el grupo en 2007), Dj Mitsu y Yasu Ichiban

## Álbumes de estudio
Nobodyknows+ tiene un total de 4 álbumes de estudio y 1 álbum recopilatorio:

### Do 4You Know? (2004)
1. innocent

1. 以来絶頂 -album mix-
2. ススミダス→ Sound Movie
3. SUMMER
4. 熱帯夜
5. Theme from nobodyknows+ pt.9
6. ココロオドル -original version- Sound Movie
7. 太陽と少年 featuring ダンカン
8. Rash feat.coba Sound
9. understan'? (Theme from nobodyknows+ pt.0)
10. 二十一世紀旗手 -album mix-
11. ポロン Sound Movie
12. センチメンタル バス Sound
13. slow down
14. 家々 ~撰ばれてあることの恍惚と不安とふたつ我にあり~ -album mix-

### 5 MC & 1 DJ (2005)
1. Intro Range melody ~
2. Douyo?
3. T.R.U.E.
4. Yadonashi
5. Shiawase nara Te wo Tatakou
6. Natsu no Kakera
7. Kiseki ni Kanpai
8. Hello! (Theme from nobodyknows+ pt.14)
9. MEBAE
10. ERU MIRADOORU ~Tenboudai no uta~
11. マライフ (Theme from nobodyknows+ pt.15)
12. Sweet Soul Music

### Vulgarhythm (2007)
1. Exceedman's Theme
2. Boys are Runnin'
3. Hero's Come Back!!
4. カッコワルイ損 part 1
5. メモリーグラス
6. カッコワルイ損 part 2
7. ギミギミ
8. Milk Crown Bootleg Mix feat.倉橋ヨエコ
9. カッコワルイ損 part 3
10. 好きだぜ、マリー。
11. 同じ星を見ている
12. スマイリン
13. Key of Life
14. オールウェイズ -Many Rivers Crossed-
15. go my way feat.JUJU
16. エクシードマンのテーマ(Reprise)

- Datos: Q2715387